# Berlepsch' stekelkruin
Berlepsch' stekelkruin (Cranioleuca berlepschi synoniem:Thripophaga berlepschi) is een zangvogel uit de familie Furnariidae (ovenvogels). De vogel werd in juli 1894 verzameld in Peru en in 1905 geldig beschreven door Carl Edward Hellmayr die de vogel vernoemde naar zijn vriend en leermeester Hans Graf von Berlepsch. Het is een kwetsbare, endemische vogelsoort uit Peru.

## Kenmerken
De vogel is 18 cm lang. Het is een overwegend roodbruin gekleurde ovenvogel, op de buik en op de stuit is de kleur meer olijfkleurig bruin. De kruin en de keel zijn grijsbruin, de snavel is blauwachtig en de iris is oranje. De soort lijkt sterk op de marcapatastekelstaart, maar de verspreidingsgebieden van deze soorten hebben geen overlap.

## Verspreiding en leefgebied
Deze soort is endemisch in noordelijk Peru in de regio's Piura, Amazonas en San Martín en La Libertad. Het leefgebied bestaat uit montaan bos net onder de boomgrens in de Peruaanse Andes op hoogten tussen de 3000 en 3400 m boven zeeniveau.

## Status
Berlepsch' stekelkruin heeft een beperkt verspreidingsgebied en daardoor is de kans op uitsterven aanwezig. De grootte van de populatie werd in 2016 door BirdLife International geschat op 600 tot 1700 individuen en de populatie-aantallen nemen af door habitatverlies. Het leefgebied wordt al duizenden jaren aangetast door het bewust afbranden van bossen. In de koloniale tijd gebeurde dit op grotere schaal met onvoldoende tijd voor herstel. Om deze redenen staat deze soort als kwetsbaar op de Rode Lijst van de IUCN.